# Eksterioryzacja
Ten artykuł opisuje teorie, metody lub czynności niezgodne ze współczesną wiedzą medyczną.

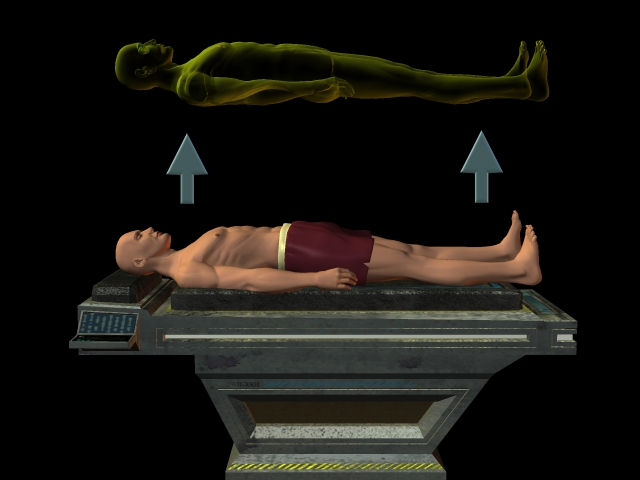
Rysunek przedstawiający OBE

Eksterioryzacja (ang. out-of-body experience – OBE lub OOBE, doświadczenie poza ciałem) – wrażenie postrzegania świata spoza własnego ciała fizycznego. Osoby uważające, że doświadczyły OOBE, wedle swoich relacji mogły się poruszać, dokonywać obserwacji i komunikować się z innymi istotami inteligentnymi, podczas gdy ich ciała spoczywały we śnie lub głębokim relaksie. Ezoterycy uważają, że część osób doświadcza jednego lub kilku krótkich epizodów w ciągu życia bez żadnych wyraźnych przyczyn; inni zaś deklarują umiejętność wywoływania ich świadomie, np. za pomocą medytacji. OBE, a szerzej obenautyka, a więc sztuka podróżowania poza ciałem, wykorzystująca różne metody i techniki w celu wywoływania stanu OBE, obecnie zdobywa sobie coraz większą popularność, czego dowodem jest powstawanie w Internecie różnych portali internetowych oraz forów dyskusyjnych o tematyce OBE i LD. Istnieją osoby twierdzące, że doświadczają OBE w czasie snu lub przy medytacji. Według współczesnej nauki OBE jest niemożliwe, a doświadczenia tego typu odbywają się tylko w obrębie ludzkiego mózgu.
Wieloletnich badań tego stanu dokonał m.in. Robert A. Monroe, założyciel Instytutu Monroe, w którym stworzył on technologię Hemi-Sync (ang. Hemispheric Synchronisation – synchronizacja półkul) mającą ułatwiać uzyskiwanie odmiennych stanów świadomości. Jako dziedziną ezoteryki, fenomenem tym zajmował się również Robert Bruce, który zawarł swoje obserwacje i teorie w „Traktacie o Projekcji Astralnej”. Badania te dowiodły, że OBE można wywołać licznymi sposobami, np. wyobrażenie sobie podczas snu spadania z dachu lub bujanie się na huśtawce.
Eksterioryzacja była również obiektem badań CIA w latach 90. XX wieku. Dokumenty opisujące owe badania zostały odtajnione w roku 2003.

## OBE z punktu widzenia ezoteryki

### OBE a świadomy sen
Istnieje powiązanie zjawiska OBE ze świadomym snem. Istnieją różne opinie na ten temat – od poglądu, że oba doświadczenia są identyczne (różne jest tylko sposób osiągania danego stanu), po zdanie, że są to dwie różne rzeczy o podobnych skutkach fizjologicznych. Wśród ezoteryków najpowszechniej uważa się, że świadomy sen to wyłącznie wytwór podświadomości śniącego, natomiast OBE to doświadczenie realnej, niefizycznej rzeczywistości.
Ezoterycy dopuszczają też możliwość łatwego przełączania się między OBE a świadomym snem. Oba zjawiska mogą być też wymieszane. W czasie OBE wiele przedmiotów, które widać, nie istnieje w rzeczywistości i jest jedynie wytworem umysłu (snem). Tego rodzaju obiekty nazywa się myślokształtami.
Badania elektroencefalografem wykazały, że podczas świadomego snu fale mózgowe zachowują się jak w fazie REM, natomiast podczas OBE ich wykres jest inny niż w jakimkolwiek innym stanie świadomości. Wykres fal mózgowych podczas OBE jest inny u każdej osoby. Trudno nawet u jednej wyodrębnić konkretny stan, który można by nazwać stanem OBE. Obserwuje się raczej nasilanie lub osłabianie pewnych zjawisk lub rytmów. Przykładowo, stan OBE może charakteryzować się krótkimi, kilkusekundowymi fazami REM. Odpowiednie nasilenie tego zjawiska można interpretować jako stan OBE. Nie istnieje zatem możliwość określenia początku i końca OBE przy pomocy elektroencefalografu.

### Doświadczenie śmierci
Ken Ring i Elsaesser Valarino w książce Lessons from the light: What we can learn from the near-death experience utrzymują, że osoby niewidome po przeżyciu OBE potrafią dokładnie opisać swe otoczenie.
Michael Sabom w książce Light and Heath: One Doctor’s Fascinating Accounts of Near-Death Experiences opisał przypadek Pam Reynolds, która miała obrzęk tętnicy podstawnej mózgu, przeszła zabieg hipotermicznego zatrzymania serca. Jej ciało zostało schłodzone do temperatury 15 °C, przestała oddychać, zatrzymała się akcja jej serca. Wykres jej elektroencefalogramu był płaski, pień mózgu nie reagował na potencjały akustyczne, krew nie przepływała przez mózg – była więc martwa. Według Michaela Saboma doznała ona wtedy OBE, po odzyskaniu przytomności potrafiła precyzyjnie opisać przedmioty chirurgiczne i procedury medyczne.
Amerykański neurochirurg Eben Alexander, zachorował na ciężką odmianę zapalenia opon mózgowych w 2008 roku. Zapadł w śpiączkę. Pod wpływem doświadczeń jakich doznał w tym stanie, w 2012 roku napisał książkę Dowód. Prawdziwa historia neurochirurga, który przekroczył granicę śmierci i odkrył niebo, w której stara się udowodnić możliwość trwania świadomości poza ciałem fizycznym i dalsze istnienie po śmierci.

### OBE w trakcie operacji chirurgicznych
Znane są przypadki przeżycia przez pacjentów opuszczenia ciała fizycznego podczas operacji chirurgicznych. Osoby te także potrafią opisać przebieg operacji. Zdarzają się przypadki opuszczenia ciała u chorego w stanie śpiączki, podczas kiedy fizycznie jego mózg nie wykazuje aktywności świadomości.

### Kategoryzacja OBE
Powszechnie dzieli się doświadczenia OBE na dwa rodzaje: strefę czasu rzeczywistego i projekcję astralną.
Uważa się, że strefa czasu rzeczywistego to doświadczenie realnej, fizycznej rzeczywistości. Czasoprzestrzeń postrzegana jest przez przeżywającego eksterioryzację tak samo, jak w świecie fizycznym, lub z minimalnymi różnicami, jak np. wielkość materialnych obiektów lub ich rozmieszczenie. Osoby doświadczające tych stanów świadomości twierdzą, że dzięki treningowi można nauczyć się ignorować tego rodzaju błędy podświadomości i obserwować stan rzeczywisty prawdziwego świata fizycznego. O tej możliwości, wspomina w swoich książkach Sylvan Muldoon, amerykański pisarz.
Drugi rodzaj OBE nazywany jest powszechnie „projekcją astralną”. Terminem tym nazywa się przypadek, w którym osoba porusza się w świecie niefizycznym. Otoczenie, w którym się znajduje, wykazuje jedynie częściowe podobieństwo do świata realnego, bądź nie wykazuje go wcale – jest to tzw. plan astralny lub astral. Stan ten podobny jest do świadomego śnienia, z tą różnicą, że osoba doświadczająca OBE nie jest w stanie ingerować lub zmieniać otaczającej rzeczywistości swoimi myślami, jak ma to miejsce w LD.
Osoba przebywająca w astralu doświadcza zupełnie innego czasu, niż w świecie fizycznym. Przykładowo, eksterioryzacja w świecie fizycznym może trwać 10 minut, natomiast podróżnik może mieć wrażenie że spędził w świecie astralnym 3 godziny.
R. Monroe opisuje jeszcze jeden rodzaj wizyt w OBE, nazwany przez niego „strefą 3”. Jest to zupełnie inny świat, podobny do naszego, jednak nie dający się sklasyfikować jako świat fizyczny w jakimkolwiek czasie, ani jako świat astralny. Rafał Nieradzik w książce Poza Ciałem Fizycznym. Droga, klasyfikuje ten świat, jako świat równoległy, podejmując się również próby opisu kilku innych, na podstawie (jak twierdzi) weryfikowanych doświadczeń, przeprowadzonych przez niego. Jego zdaniem światy równoległe można odwiedzać podczas podróży poza ciałem.
Hinduski mistrz duchowy Meher Baba, uważał, że w czasie każdego snu ciało astralne oddziela się od fizycznego.

### Techniki osiągania OBE
Każdy ezoteryk podaje różne przykłady technik mających nam ułatwić wejście w stan OBE, jednak podkreślają oni, że żadna z nich nie daje pewności co do wejścia w ten stan. Niektóre z tych technik to:
Technika wizualizacji – jedna z najpopularniejszych technik, ponieważ daje możliwość wyjścia z ciała o dowolnej porze. Jest trudna w nauce i wymaga bardzo długiego treningu. Najpierw człowiek musi wejść w trans, podobny do hipnotycznego, a następnie wyobrazić sobie sytuację, która ma poruszyć jego ciałem astralnym. Najczęściej osoby chcące doświadczyć OBE wyobrażają sobie linę, po której próbują się wspinać. Można jednak użyć innej wizji, np. bujania się na huśtawce, obracania wokół własnej osi lub czegokolwiek innego, co ma związek z ruchem.
Technika 4+1 – jedna (wedle zwolenników Dariusza Sugiera) z najskuteczniejszych technik. Jej zasada to: położyć się spać, nastawić budzik aby obudzić się po czterech godzinach, przez godzinę zajmować się czymś aby nie zasnąć, a następnie znów położyć się spać. W takim stanie bardzo łatwo doznaje się OBE. Istnieją inne warianty tej metody, różniące się długością poszczególnych faz, np. 6 godzin snu – 2 godziny czuwania lub 5 godzin snu – godzina czuwania. Metoda ma tę wadę, że OBE można osiągnąć tylko o odpowiedniej porze (nad ranem, po przebudzeniu) i nie nadaje się do częstego stosowania, gdyż powoduje niewyspanie. 
Jednak nawet sam jej autor miał problemy z osiągnięciem stanu OBE, stosując polecaną przez siebie metodę.
Technika ta jest wariantem metody WBTB używanej w celu osiągnięcia świadomego snu.
Technika transowa – wchodząc w trans i zapominając o ciele, można osiągnąć wrażenie opuszczenia ciała. Polega to na wprowadzeniu się przez śniącego w głęboki trans (np. przez techniki autohipnotyczne, autosugestię, afirmacje) i skupienie się tylko i wyłącznie na wrażeniach wewnętrznych, omijając wrażenia zewnętrzne (cielesne). Ignorowana fizyczność zostaje w końcu zapomniana przez śniącego, co po pewnym czasie wprowadza w stan paraliżu, z którego łatwo można osiągnąć OBE podnosząc się sennym ciałem.
Technika świadomego snu – metoda wykorzystuje fakt, że można przejść ze świadomego snu do doświadczenia OBE. Najpierw należy wywołać jakąś techniką świadomy sen (np. WILD), a następnie wykonać we śnie odpowiednią czynność. Może to być coś gwałtownego, np. zeskok z dachu, można zacząć iść do tyłu, można też zamknąć oczy i spróbować szybko wstać.
Technika wykorzystująca indukcję fal mózgowych – przy użyciu odpowiednich urządzeń wywołuje się fale mózgowe, które ułatwiają osiągnięcie OBE. Metoda ma średnią skuteczność, zazwyczaj indukowanie fal kończy się niezwykłym stanem świadomości, ale nie OBE.
Technika narkotyzacji (zażywanie substancji psychoaktywnych) – wrażenie opuszczenia ciała powoduje przede wszystkim ketamina, fencyklidyna i inne dysocjanty (np. dekstrometorfan), które przez blokadę NMDA powodują ogólne oderwanie od otaczającego świata. Opuszczanie ciała w ten sposób jest naukowo zrozumiane i sugeruje, że każde OBE jest stanem umysłu i niczym więcej jak złudzeniem, całkowicie realistycznym dla odbiorcy podobnie jak złudzenia w schizofrenii, czy pod wpływem psychodelików.
Żywność – niektórzy podróżnicy poza ciałem, jak Sylvan Muldoon czy Rosanlind A. McKnight wspominają o pokarmach mogących ułatwić eksterioryzację. Lub przestrzegają przed takimi, które wedle nich mogą być przeszkodą.

### Paranaukowe teorie na temat OBE
Teoria popularna – najpowszechniejsza, popularna teoria mówi, że w czasie OBE dusza opuszcza ciało, a oddzielenie duszy od ciała z punktu widzenia większości religii nazywane jest śmiercią. Medycyna natomiast nie jest w stanie zweryfikować tego poglądu, ponieważ w nauce nie występuje pojęcie duszy. Od osób uważających, że doświadczają OBE można się dowiedzieć, że:
- powrót do ciała jest niemożliwy jedynie po śmierci ciała fizycznego
- podczas OBE ciało może zostać zajęte przez inną duszę, lecz zajęcie ciała przez taki byt do bliżej niesprecyzowanego celu wymaga wcześniejszej zgody „właściciela” ciała. Do ciała zajętego przez inną duszę można bez problemu wrócić, wyrzucając tym samym „gościa” – wynika to z połączenia ciała z duszą

Robert Monroe – z relacji R. Monroe wyłania się następujący obraz:
- świadomość naprawdę opuszcza ciało
- istnieje połączenie między ciałem fizycznym a astralnym (nazywane srebrną liną), które przekazuje wrażenia z ciała fizycznego (dźwięki, dotyk) do świadomości
- dzięki powiązaniu duszy z ciałem „srebrną liną”, powrót do ciała nie sprawia problemów
- ciało astralne jest zasilane energią z ciała fizycznego, każda próba obudzenia ciała fizycznego kończy się powrotem ciała astralnego do ciała fizycznego.
Polski podróżnik poza ciałem, Rafał Nieradzik, w swojej książce Poza Ciałem Fizycznym. Przebudzenie., wyraża pogląd, że udało mu się potwierdzić doświadczenia Roberta Monroe[12].

Robert Bruce, autor Traktatu o projekcji astralnej, ma następujące poglądy:
- w czasie OBE tworzony jest doskonały duplikat osobowości podróżnika. Podróżnik występuje więc w dwóch egzemplarzach, z których każdy może działać niezależnie (mimo że Monroe twierdzi, że „każda próba obudzenia ciała fizycznego kończy się powrotem duszy do ciała”, nie ma więc możliwości niezależnego działania ciała fizycznego)
- między ciałem fizycznym a duplikatem astralnym istnieje połączenie (srebrna lina), która wymienia energię oraz myśli i emocje (telepatia). Energia przepływa głównie od ciała fizycznego do astralnego, ale czasami można ten kierunek odwrócić
- jeżeli astralnemu sobowtórowi skończy się energia, ginie on i „podróżnik” nie zdaje sobie sprawy, że właśnie miał OBE
- astralny sobowtór może na nowo zespolić się z oryginałem – następuje wtedy nadpisanie pamięci sobowtóra na pamięć oryginalnego podróżnika. Tym samym OBE zapada w pamięć. Może też dojść do wymieszania wspomnień i wtedy podróżnikowi wydaje się, że przebywał w dwóch miejscach naraz (bilokacja)
- próba obudzenia ciała fizycznego skończy się zerwaniem połączenia z duplikatem, który następnie ginie z braku energii. Osobie będzie się wydawać, że nie dokonała OBE
- ciało jest cały czas zajęte przez duszę, więc nie istnieje ryzyko, że ktoś je zajmie
- OBE nie może spowodować śmierci, ponieważ świadomość nie opuszcza ciała (jedynie jej kopia)
- nie istnieje możliwość, że nie wrócimy do ciała
- można mieć OBE na jawie

Teoria peryskopu – według tej teorii nic nie opuszcza ciała, wrażenia z odległych miejsc następują dzięki postrzeganiu pozazmysłowemu, komunikacja z innymi istotami dzięki telepatii. Istnienie ciała astralnego jest złudzeniem. Ciało astralne można porównać do peryskopu, który wystaje z ciała fizycznego, jednak świadomość go nie opuszcza.
Teoria świadomego snu – według tej teorii OBE niczym nie różni się od świadomego snu. Dusza nie opuszcza więc ciała. Teoria ta ma dwa warianty: jeden uznaje OBE za szczególny przypadek świadomego snu, a drugi uznaje świadomy sen za szczególny przypadek OBE. W obu opcjach OBE jest powiązane z LD, lecz w drugim przypadku marzenia senne zastępują rzeczywistość postrzeganą przez ciało astralne.
Badania EEG wykazują, że ciało osoby doświadczającej OBE znajduje się w fazie REM, a fale mózgowe wykazują aktywność o częstotliwości od 4 Hz do 8 Hz (fale theta) – takie same jak przy marzeniach sennych, więc nauka traktuje OBE jak zwykłe marzenia.
Teoria sceptyczna – zakłada, że OBE jest jedynie złudzeniem. Osoba, która doznaje eksterioryzacji, nie opuszcza ciała – w rzeczywistości projekcja astralna jest tylko wymysłem wyobraźni. Odczucia towarzyszące OBE są na tyle silne, by tworzyć poczucie wyjścia z ciała – co niekoniecznie musi być faktem.

## OBE z naukowego punktu widzenia
W roku 2007 opublikowano dwa, niezależne od siebie badania, nad fenomenem doświadczeń pozacielesnych. Naukowcy uważają, że udało im się wywołać u osób poddanych eksperymentowi złudzenie oddzielenia się od ciała i przebywania poza nim. Jedne z badań przeprowadził Henrik Ehrsson, który stwierdził po odbyciu eksperymentu: „...że perspektywa pierwszej osoby jest niezwykle istotna dla doświadczania swojego ciała. Innymi słowy czujemy, że jesteśmy tam, gdzie są nasze oczy, a doznania z odczuwaniem poza swoim ciałem, są związane z zaburzeniami kojarzenia bodźców wzrokowych oraz pochodzą także z bodźców odbieranych z innych narządów zmysłów”. W doświadczeniach wykorzystano aparaturę do wirtualnej rzeczywistości, a sam eksperyment polegał na dotykaniu fizycznym klatki piersiowej, osób poddanych eksperymentowi. Henrik Ehrsson kontaktu dokonywał zarówno wirtualnie, jak i w rzeczywistości, natomiast badani deklarowali, że w obydwu przypadkach czuli dotyk. Na podobnych zasadach druga grupa naukowa, kierowana przez Olafa Blanke, zorganizowała badania nad zjawiskiem OBE. Zdaniem badacza za odczucia związane z OBE, odpowiedzialne są uszkodzenia mózgu w obszarze skrzyżowania skroniowo-ciemieniowego (TPJ). Krytycy tych badań, jak i sami eksperymentatorzy zauważają, że nie udało się odtworzyć wrażenia pełnowymiarowego i rozwiniętego OBE.
Eksperymenty Roberta Allana Monroe, próbowało powtarzać wielu neurologów z kilku ośrodków badawczych w USA. Efekty identyczne jak OBE występują dość powszechnie wśród chorych na epilepsję, którą próbowano leczyć poprzez stymulowanie tych miejsc w mózgu, które są szczególnie aktywne w trakcie ataku padaczki. Silne efekty OBE występujące po zażyciu ketaminy, są również związane ze wzmożoną aktywnością tych samych fragmentów kory mózgowej. Powiązanie występowania tych efektów z pobudzaniem tych ośrodków mózgu zostało też udowodnione m.in. przez S.J. Blackmore.

## Krytyka badań naukowych
Zwolennicy OBE uważają, że naukowcy nie są w stanie zweryfikować wszystkich dowodów dotyczących tego zjawiska. Krytycy naukowych analiz doznań OBE twierdzą, że nie obejmują one przypadków eksterioryzacji przez osoby niewidome od urodzenia. Wskazują również na niemożność wytłumaczenia w ten sposób przypadków, gdy osoba opuszczająca ciało opisuje dziejące się w dużej odległości od niej zdarzenie, które po weryfikacji okazuje się być prawdziwe. Dziennikarz i publicysta Marek Rymuszko w swojej książce Polskie życie po życiu. Relacje ludzi uratowanych ze stanu śmierci klinicznej opisuje między innymi przypadek, w którym pacjent podczas zabiegu w szpitalu opuścił ciało, a potem zrelacjonował dziejący się w tym samym czasie wypadek samochodowy, którego fizycznie nie miał możliwości obserwować i o którym nie mógł wiedzieć. Podobne przypadki opisują w swoich publikacjach doktor Raymond Moody oraz amerykański kardiolog Michael Sabom.
Badacz zjawisk paranormalnych i autor kilku książek o OBE Preston Dennett, uważa, że te badania nie są w stanie wyjaśnić w jaki sposób człowiek mógłby pozyskiwać weryfikowalną informację z odległych lokalizacji, co jego zdaniem ma miejsce, w niektórych przypadkach podróży poza ciałem.

## OBE a religia i wierzenia

### Chrześcijaństwo
W chrześcijaństwie eksterioryzacja bywa traktowana jako rodzaj okultyzmu. Wskazuje się, że poza ciałem możliwy jest kontakt ze złymi demonami, przedstawiającymi się jako pomocne istoty, co może doprowadzić do opętania.
Świat odkrywany podczas podróży astralnych różni się od świata opisywanego przez Kościół katolicki (brak w nim Boga, piekła i nieba). Odmienne od religijnego, spojrzenie na możliwość istnienia poza ciałem fizycznym jest czynnikiem mogącym doprowadzić do weryfikacji wyznawanego dotychczas światopoglądu i rezygnacji z wiary. 
Świadectwa objawień religijnych wydają się blisko związane ze zjawiskiem opuszczenia ciała fizycznego, jak np. objawienie piekła Billa Wiese.

### Buddyzm
Buddyjska literatura i przekazy ustne wspominają o podróżach poza własnym ciałem, które odbywają się w ciele astralnym. Stan taki rozwija się w wyniku praktyki medytacji i jogi tantr.
Według buddyzmu każdy z nas odbywa nieświadomą podróż astralną podczas zwykłych snów, ale również i świadomych. Ten drugi stan jest niezwykle korzystny, gdyż łatwiej można wtedy ograniczyć rozproszenie zmysłów (rmi-lam-gyi lus).

### Islam
Islam podróże poza ciałem traktuje jako rzecz niczemu nie służącą i zbędną, dlatego nie polecaną dla wyznawców tej religii. Osobom, u których występują spontaniczne OBE zaleca się czytanie fragmentów Koranu. Niektórzy wyznawcy islamskiego mistycyzmu twierdzą, że nocna podróż proroka Mahometa, znana pod nazwą Isra i Miraj, była podróżą poza ciałem.

### Hinduizm
Opisy podróży poza ciałem można napotkać już w starych tekstach hinduistycznych YogaVashishta-Maharamayana i naukach mistrza Walmiki. Wielu współczesnych Hindusów (między innymi Paramahansa Jogananda, Osho), pełniących w tamtejszej kulturze rolę nauczycieli i mistrzów duchowych, naucza o podróżach poza ciałem lub samemu je praktykowali.
Mistrz Meher Baba wyrażał pogląd, że podjęte z pełną świadomością i w wyniku umyślnej woli podróże astralne, uczą więcej niż nieświadome, odbywane podczas snu. Świadczą o wewnętrznym zaawansowaniu osoby, która je praktykuje i są okazją do dalszego rozwoju duchowego.

### Bahaizm
Wedle wyznawców bahaizmu, podróże poza ciałem mogą być metodą poznania świata duchowego oraz tego, co czeka nas po śmierci.

### Inuici
W wierzeniach i tradycji Inuitów, opowiada się o ludziach, którzy podróżując poza ciałem mogą odwiedzać odległe miejsca i obserwować je, a następnie zdać relację ze swoich wycieczek. W tym stanie posiadają również możliwość oddziaływania na rzeczywistość fizyczną. Mogą wpłynąć na wyniki polowania, albo uleczyć chorą osobę.

### Starożytny Egipt
W starożytnym Egipcie wierzono, iż dusza człowieka ba, jest zdolna do opuszczenia ciała fizycznego. Podróżuje wtedy w ciele ka.

### Szamanizm
Rytuały szamańskie polegające na kontakcie szamana ze światem duchowym są podstawą wierzeń.

## Eksterioryzacja w literaturze i sztuce
- Zjawisko eksterioryzacji i wydzielania sobowtóra astralnego, zostało poruszone w powieści Wampir, autorstwa polskiego pisarza Władysława Reymonta.

Joe pozamykał drzwi, pospuszczał story u okien i długo stał w najgłębszym skupieniu, w niemej modlitwie, jaką odprawiał zawsze przed seansem... Przysiadł na podwiniętych nogach, by się zapaść w siebie i rozdwoić, by się wyłonić na zewnątrz sobowtórem... szponami woli wyłupywał z siebie własną duszę, stwarzając z niej drugi, swój własny i tylko przez siebie widziany i czuty byt...
– I gdzie ja jestem? – spostrzegł nagle wiecznie czuwającą myślą, że cały pokój widzi równocześnie z dwóch przeciwległych sobie punktów...

- We francuskim filmie animowanym Skhizein główny bohater na skutek szoku spowodowanego uderzeniem meteorytu wydostaje się ze swojego ciała fizycznego. Nie może do niego wrócić i przebywa w stałej odległości – 91 cm. Wprawdzie może sterować swoim ciałem, ale powoduje to cały szereg komplikacji. Nie mogąc sobie poradzić z tym stanem, szuka pomocy u psychoanalityka[35].
- W komedii romantycznej Just like heaven, zrealizowanej w 2005 roku przez reżysera Marka Watersa, pogrążona w śpiączce lekarka, nieświadomie opuszcza ciało i odwiedza swoje mieszkanie, w którym mieszka już nowy lokator.
- W nakręconym przez Jamesa Wana horrorze Insidious (2010) mały chłopiec, który zapadł w śpiączkę po upadku z drabiny, odwiedza podczas podróży astralnej światy zamieszkiwane przez umarłych.
- W rosyjskim filmie Kukułka (2002), w reżyserii Aleksandra Rogożkina, młoda Laponka za pomocą praktyk szamańskich ratuje życie rannemu, fińskiemu żołnierzowi, którego dusza opuściła ciało i wędruje do krainy śmierci.
- W książce amerykańskiej autorki Shirley MacLaine Na krawędzi i filmie powstałym na jej podstawie przedstawiane jest zjawisko eksterioryzacji[36].